# Synagoge (Tiel)

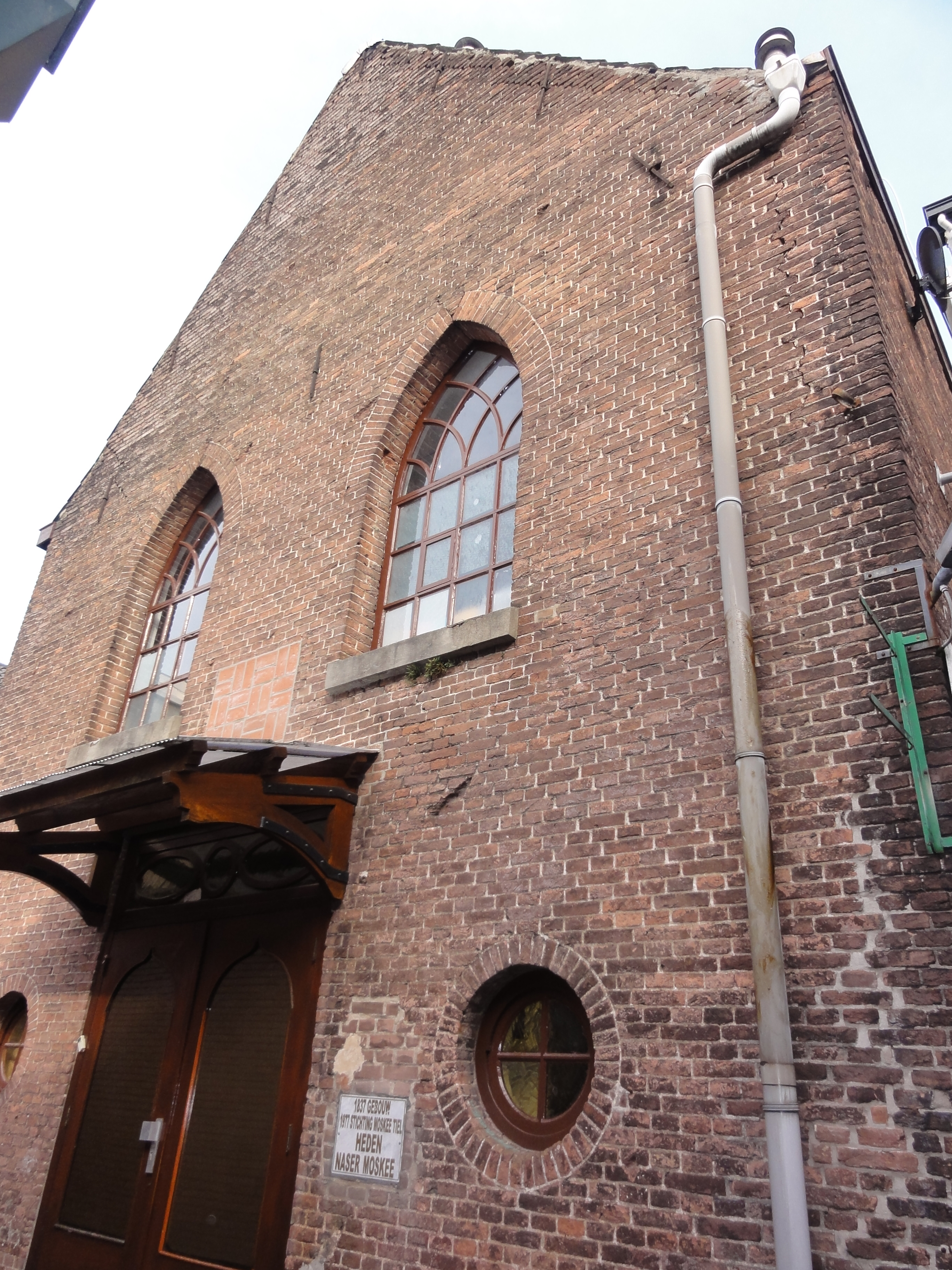
Ehemalige Synagoge in Tiel (2010)

Die Synagoge in Tiel, einer Gemeinde in der niederländischen Provinz Gelderland, wurde in den 1830er Jahren errichtet. Die profanierte Synagoge an der Koninginnestraat 13 ist als Rijksmonument ein geschütztes Kulturdenkmal.
Die ersten Juden siedelten sich im Mittelalter in Tiel an, sie wurden im 16. Jahrhundert vertrieben. Erst im 18. Jahrhundert entstand im Ort wieder eine jüdische Gemeinde, sie hatte im Jahr 1869 mit 386 Mitgliedern ihren Höchststand erreicht.
Die jüdischen Bürger von Tiel wurden während des Zweiten Weltkriegs von den deutschen Besatzern verfolgt und viele wurden in den Konzentrationslagern ermordet. Die Besatzer verwüsteten das Innere der Synagoge und missbrauchten sie als Lager. 
Das Synagogengebäude wurde nach dem Krieg verkauft, seit 1977 wird es als Moschee genutzt. 